# أناتولي نيراتوف

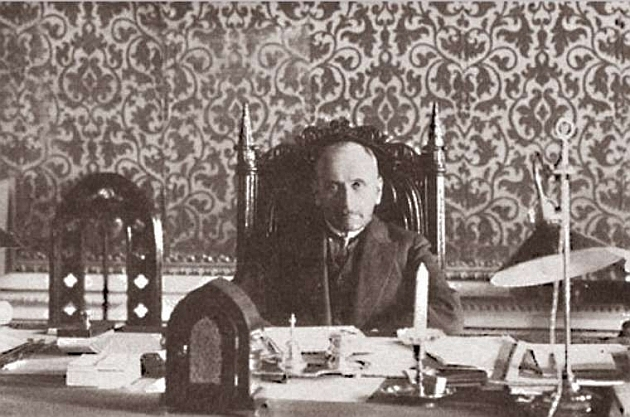
وزير الخارجية سيرجي سازونوف خلف مكتبه في مكتبه. من هذا المكتب، قاد نيراتوف أيضًا الوزارة في عام 1911 خلال فترة غياب سازونوف الطويلة

أناتولي أناتوليفيتش نيراتوف (الروسية: Анатолий Анатольевич Нератов) (2 أكتوبر 1863 في روسيا - 10 أبريل 1938 بفيلجويف، فرنسا) كان دبلوماسيًا روسيًا ومسؤولًا في وزارة الخارجية الروسية. وكان نائبًا لخمسة وزراء خارجية القيصرية والحكومة المؤقتة. 

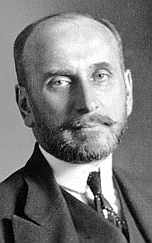
قام نيراتوف بتفويض راعيه سيرجي سازونوف من مارس إلى ديسمبر 1911
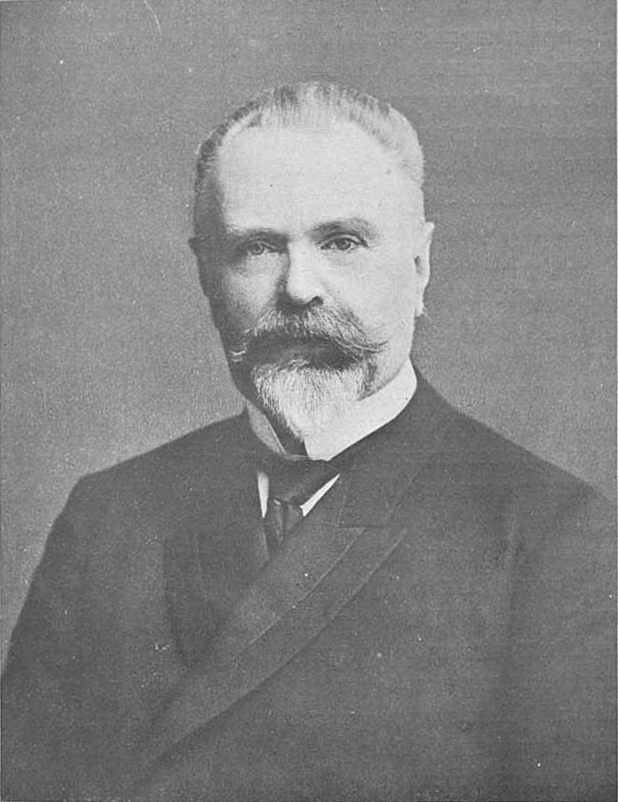
بعد سقوط بوريس ستورمر في نوفمبر 1916، قاد نائبه نيراتوف وزارة الخارجية
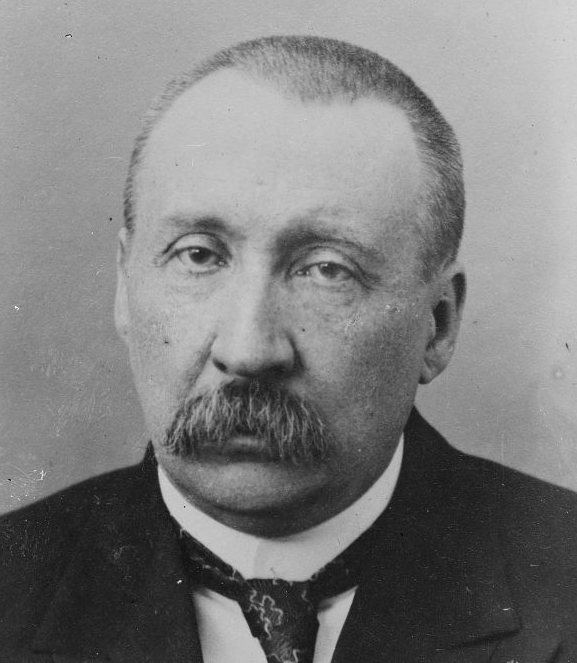
تولى نيكولاي بوكروفسكي منصبه من نيراتوف وأعاده إليه في فبراير 1917
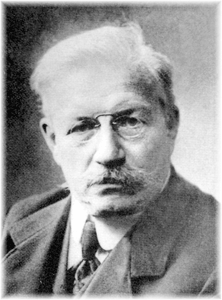
تولى بافل ميليوكوف الوزارة في مارس 1917 لكنه أبقى على نيراتوف كنائب وزير له
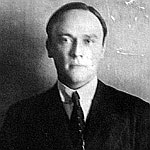
ظل نيراتوف في منصبه تحت قيادة ميخائيل تيريشينكو أيضًا، حتى نوفمبر 1917

 بعد الانتهاء من القصر القصر الإمبراطوري في تسارسكوي سيلو انضم نيراتوف إلى الخدمة الخارجية حوالي عام 1890. وبين عامي 1906 و1910 كان نائب مدير الإدارة الأولى لوزارة الخارجية الروسية، من عام 1910 حتى عام 1917، ثم كان وكيل وزارة الخارجية الدائم نائب وزير الخارجية. ومع أن نيراتوف لم يكن في الخارج أبدًا خلال فترة خدمته الطويلة فقد أصبح مؤقتًا وزيرًا للخارجية بالنيابة أربع مرات:
- من مارس إلى ديسمبر 1911 (أثناء الثورة الفارسية والأزمة المغربية وحرب طرابلس) عندما مرض سيرجي دميتريفيتش سازونوف،[5]
- في نوفمبر وديسمبر 1916 (خلال الحرب العالمية الأولى) بعد طرد بوريس فلاديميروفيتش ستورمر[6][7] وقبل تعيين نيكولاي نيكولايفيتش بوكروفسكي (في ديسمبر أصبح نيراتوف عضوًا في مجلس الدولة أيضًا[2][8])
- في فبراير ومارس 1917 (بعد ثورة فبراير) عندما استقال بوكروفسكي وقبل تعيين بافل نيكولايفيتش ميليوكوف
- في أكتوبر ونوفمبر 1917 (بعد ثورة أكتوبر) عندما تم اعتقال ميخائيل إيفانوفيتش تيريشينكو مؤقتًا

طلب ليون تروتسكي، مفوض الشعب للشؤون الخارجية، من نيراتوف أن يخضع لمجلس مفوضي الشعب وأن يسلم الوثائق السرية من المحفوظات الدبلوماسية لوزارة الخارجية. رفض نيراتوف وتم عزله واستبداله في نهاية المطاف بإيفان زالكيند في نوفمبر 1917. لقد تمت مصادرة الوثائق السرية ونشرها، ومع ذلك، في يناير 1918 ادعى نيراتوف أن بعض هذه الوثائق المنشورة ليست أكثر من إشعارات غير مهمة أو حتى مزورة. وخلال الحرب الأهلية الروسية نصح نيروتوف الحركة البيضاء - مبتدءً بأنطون إيفانوفيتش دينيكين  ثم رجل دينيكين عام 1920 بيوتر نيكولايفيتش رنجل. لقد أرسل رنجل أخيرًا نيراتوف كسفير له في إسطنبول للحصول على دعم من الوفاق الثلاثي. وفي نهاية حرب الاستقلال التركية، عندما أعاد الوفاق إسطنبول إلى الأتراك، فر نيراتوف إلى فرنسا.